# Jean-François d'Ancion de Ville

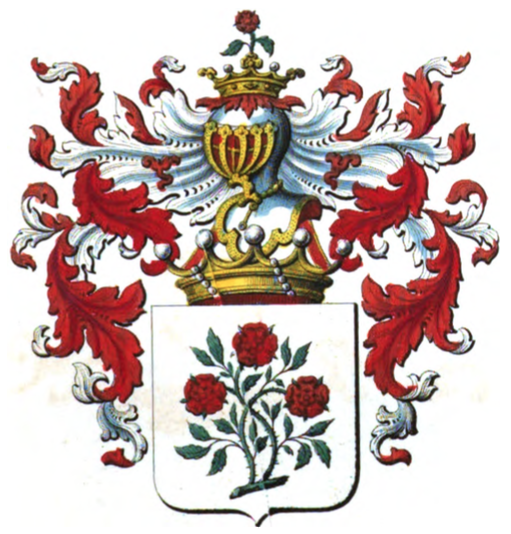
Wapen van de familie d'Ancion de Ville

Jean-François d'Ancion de Ville (Luik, 22 augustus 1774 - My, 1861) was een Zuid-Nederlandse edelman.

## Geschiedenis
De eerste adelsverheffing voor leden van de familie d'Ancion gebeurde in 1727. Keizer Karel VI verleende adelsverheffing en toevoeging van het partikel de aan Damianus Ancion, kanunnik van het Sint-Janskapittel in Luik, en aan Petrus Ancion, gedeputeerde van de Staten van het prinsbisdom Luik.
De laatste vertegenwoordiger onder het ancien régime was François de Ville, getrouwd met Marie-Charlotte d'Andriesens.

## Levensloop
Jean-François d'Ancion de Ville, zoon van de voornoemde, was staalfabrikant, lid van de Provinciale Staten van de provincie Luik en burgemeester van My.
In 1817, onder het Verenigd Koninkrijk der Nederlanden, werd hij erkend in de erfelijke adel en benoemd in de Ridderschap van de provincie Luik. In 1819 werd zijn adellijke status bevestigd en werd hem de titel van ridder verleend, overdraagbaar bij eerstgeboorte. De inspanning was nutteloos, want d'Ancion bleef vrijgezel en bij zijn dood in 1861 stierf de familie uit.